# Economia de Panamà

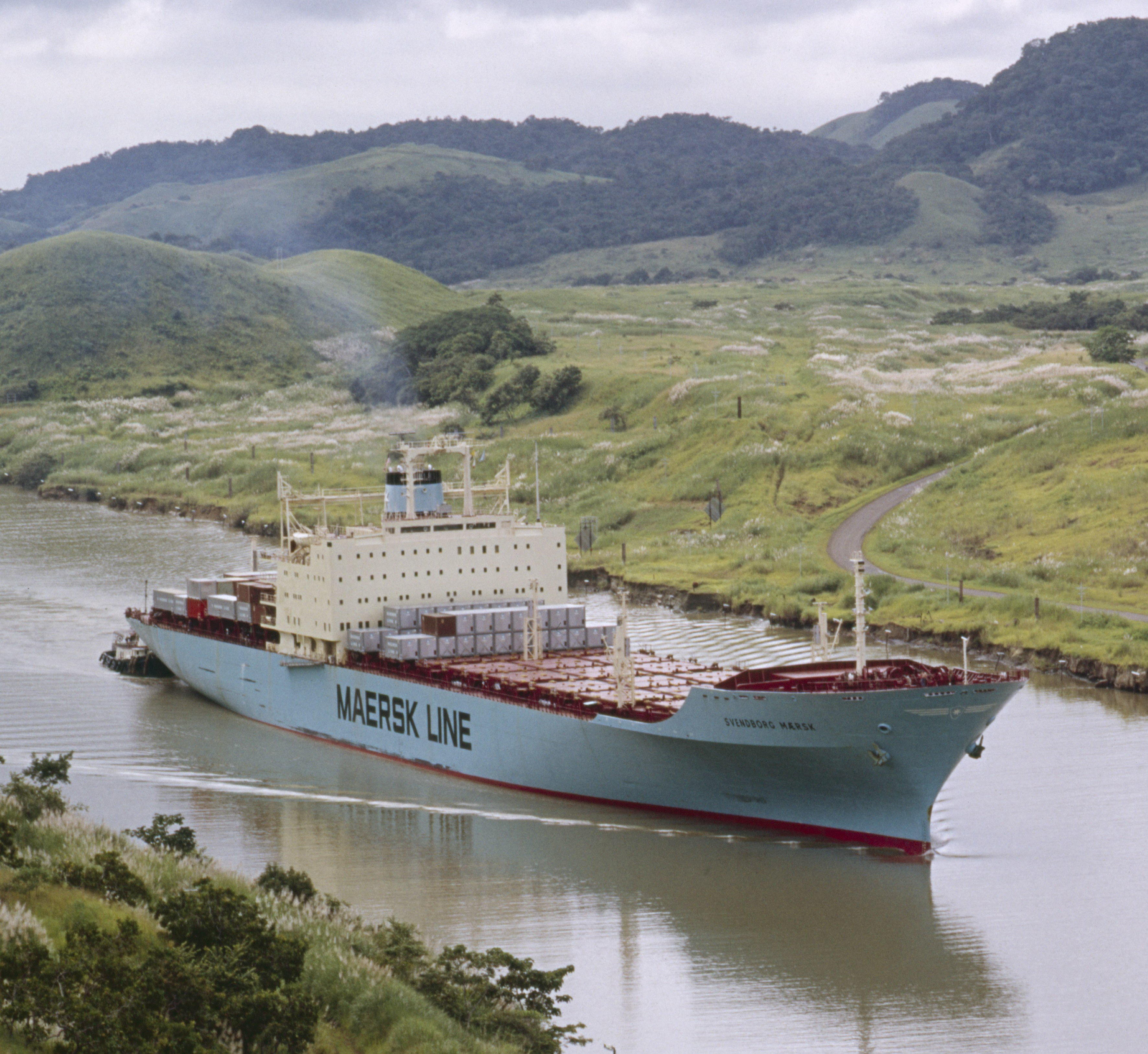
Vaixell en el Canal de Panamà.

L'economia de Panamà és una de les més estables, dinàmiques i amb major creixement d'Amèrica Llatina. El ben desenvolupat sector de serveis és responsable per 80% del PIB. Els serveis inclouen el funcionament del Canal de Panamà, les activitats bancàries, la zona franca de Colón, les activitats d'assegurances, els ports en l'Atlàntic i en el Pacífic, el registre de vaixells que utilitzen la bandera del país, i el turisme. El creixement econòmic serà impulsat per l'ampliació del Canal de Panamà, que va començar el 2007 i ha de ser conclusa el 2014 a un cost de 3,5 mil milions de dòlars - aproximadament 25% del PIB actual. L'expansió duplicarà la capacitat del canal, permetent acomodar navilis que són actualment molt amples per fer la travessia, i ajudarà a reduir l'atur.
Panamà té una economia dolaritzada en què el sector serveis és molt desenvolupat i representa el 80% del seu Producte interior brut. Durant els últims anys, l'economia panamenya ha experimentat un extraordinari creixement econòmic, amb una taxa anual mitjana de creixement del 7,5% entre el 2004 i el 2006, fent-la una de les economies de major creixement de l'Amèrica Llatina. S'espera, a més a més, que l'economia continuï en creixement amb l'expansió del Canal de Panamà, que va començar el 2007 i que culminarà el 2014. El nivell de pobresa s'ha reduït al 29% el 2008, tot i que la distribució de la riquesa és una de les més desiguals de Llatinoamèrica. Panamà no pertany al Tractat de Lliure Comerç d'Amèrica Central, però va signar un tractat independent amb els Estats Units el 2006 que encara no s'ha implementat.
Segons el rànquing mundial de competitivitat del Fòrum Econòmic Mundial, Panamà és després de Xile l'economia més competitiva, i consolida la seva posició com la màxima d'Amèrica Central. A part, segons dades del Banc Mundial, Panamà té el PIB per capita més alt de la regió centroamericana sent aproximadament de pel 2013, superant el PIB per capita de països com Mèxic, Veneçuela, Brasil i Perú PPA.
Segons diversos organismes financers l'economia panamenya és considerada de'ingressos mitjans-alts.
El model econòmic liberal, imposat durant la dècada de 1990, ha permès al país ser dels més globalitzats de l'Amèrica Llatina durant diversos anys. És una economia totalment dolaritzada i sense banc central. La política econòmica de Panamà es basa en el sector terciari, sent un dels països més precoços a utilitzar aquesta política. Aquest sector representa el 75% del seu producte intern brut, no obstant això ha existit un augment significatiu del sector industrial i de construcció.
La seva moneda oficial és el Balboa, el qual és equivalent al dòlar nord-americà que circula legalment en tot el seu territori des de (1904).

## Turisme
El turisme representa una de les principals activitats del país. Les principals àrees del turisme a Panamà se centren en el turisme de negocis, platges i comerç.
La major part dels turistes provenen dels Estats Units d'Amèrica, Canadà, Europa, Amèrica Central i Amèrica del Sud.
Anualment el turisme genera guanys aproximats de 1.400 milions d'USD.
Panamà va rebre l'any 2013 prop d'1.527.228 turistes a l'aeroport de Tocumen. A Panamà un turista, de mitjana, gasta entre 365-385 USD per dia, sent la despesa turística més elevat de l'Amèrica Central, mentre que la mitjana de l'estada turística a Panamà oscil·la entre 6 i 7 dies.
Durant l'any 2011 Panamà va rebre més de 2 milions de turistes, amb un creixement del 18% pel que fa al 2010. La revista New York Times va col·locar a Panamà com el millor lloc per visitar durant el 2012, ja que aquest país viu un gran moment econòmic, després d'haver recuperat fa 12 anys el control del Canal. Per al diari el segell distintiu del país és la via interoceànica i la seva ampliació, que ha de finalitzar en el 2014, sota una inversió de milers de milions de dòlars.
També destaquen la construcció del Waldorf Astoria Panama, el primer hotel Waldorf Astoria a l'Llatina, que va obrir al març de 2013; el Trump Ocean Club, que va ser inaugurat en el 2010, i el BioMuseo, un centre d'història natural que s'espera que obri les seves portes a principis de 2013, així com el nucli antic de la ciutat, declarat per la UNESCO Patrimoni de la Humanitat el 1997, i l'arxipèlag de Bocas del Toro, que s'ha convertit en una parada popular de turistes.

## Sector primari
Prop del 9% del sòl de Panamà està conreat. La major part de la seva producció agrícola s'obté en explotacions de caràcter comercial i està destinada a l'exportació. Els principals cultius i grups de cultius —producció de 2006 en tones— són: canya de sucre (1,77 milions); fruita (659.283 t), principalment banana, plàtan mascle i taronja; arròs (280.000); blat de moro (70.000); cafè (13.153) i tomàquet.
En 2006 la ramaderia comptava amb 1,56 milions de caps de bestiar boví, 286.200 de bestiar porcí i aproximadament 14,9 milions d'aus de corral.
Els productes forestals de Panamà estan conformats per una àmplia varietat de fustes. El país compta amb reserves forestals considerables, gairebé un 57% del seu sòl, de vegades difícils d'explotar a causa de la mala infraestructura del transport. En 2006 la producció anual de fusta era d'uns 1,35 milions de m³.

## Sectors secundari i terciari
La indústria de Panamà està bàsicament orientada cap a la satisfacció de la demanda domèstica. El país depèn sobretot del seu conglomerat de serveis de transport i logística orientats cap al comerç mundial, l'epicentre del qual és el Canal de Panamà. Al voltant del Canal de Panamà s'aglutinen ports de trasbord de contenidors, zones franques de comerç, ferrocarril i el més gran entroncament aeri de passatgers de Llatinoamèrica. També compta amb el centre financer més gran de Llatinoamèrica.